# Comitè Britànic d'ajut a Espanya
El Comitè Britànic d'ajut a Espanya (National Joint Committee for Spanish Relief) va ser una associació voluntària de la Gran Bretanya que es va formar a finals de 1936, que tenia la intenció de coordinar esforços d'ajut a les víctimes de la guerra civil d'Espanya. El Comitè Britànic actuaria com a organització paraigua, en un àmbit on ja molts grups existien al Regne Unit. Es concentrava en tres àrees: a) la cura dels refugiats; b) portar els civils de les àrees afectades per la guerra; i c) assistència mèdica.
El Comitè Britànic també va actuar com a grup de pressió. Es considera que en el cas de l'evacuació dels nens bascs al Regne Unit, va ser eficaç en pressionar el govern. El seu paper històric és disputada, tanmateix; com a part del moviment nacional “Ajuda Espanya”, la seva base política àmplia ha estat vista com a indicativa d'un front popular, que va implicar moltes institucions, però Buchanan ha argumentat que el suport a l'Espanya republicana va ser una forma de política monotemàtica que va actuar gràcies a individus.

## Partidaris
Entre els partidaris prominents del Comitè hi ha Geoffrey Theodore Garratt, Eleanor Rathbone i Katharine Stewart-Murray, la duquessa d'Atholl. El seu personal va coincidir molt amb el del Comitè dels Nens Bascs (Basque Children's Committee) de 1937, i els organismes compartien bases a Londres, a 53 Marsham Street; però el Comitè dels Nens Bascs mantenien una certa distància, perquè representaven altres organismes com l'Església catòlica, que no volia tenir res a veure amb les associacions del Comitè Britànic amb el partit comunista de la Gran Bretanya (CPGB).
Els cartells publicitaris del Comitè Britànic van ser dissenyats per Felicity Ashbee, un membre del CPGB. Leah Manning, del Comitè d'Assistència Mèdica a Espanya, representava el Comitè Britànic sobre el terreny a Bilbao, i Harry Pursey a Santander. El personal a l'oficina a Perpinyà, al sud de França, va incloure Nancy Mitford i Peter Rodd, el seu marit, i Frida Stewart.

## Formació
La guerra a Espanya va esclatar el juliol de 1936. Una crida de Julio Álvarez del Vayo en nom del Govern espanyol va portar un grup de sis membres del parlament britànic a visitar Madrid el novembre de 1936: F. Seymour Cocks, W. P. Crawford-Greene, D. R. Grenfell, Archibald James, John Macnamara i Wilfrid Roberts. Roberts, del Grup Parlamentari per a Espanya, amb 15 parlamentaris, llavors va proposar un Comitè Nacional Conjunt, anunciat a Friends House el 23 de desembre de 1936. Es va reunir per primera vegada el gener de 1937, i va continuar en sales dels comitès parlamentaris. Els líders que van sorgir van ser Roberts, la duquessa d'Atholl, i Isobel Brown; la duquessa va ser presidenta, amb Grenfell, Macnamara i Roberts com secretaris.